# Hydromorphologie
L'hydromorphologie (du grec υδρο, hydro = eau, morphe la forme et λόγος, logos, l’étude) est l'étude scientifique de la partie de la géomorphologie qui est due à l'eau (hydrologie).

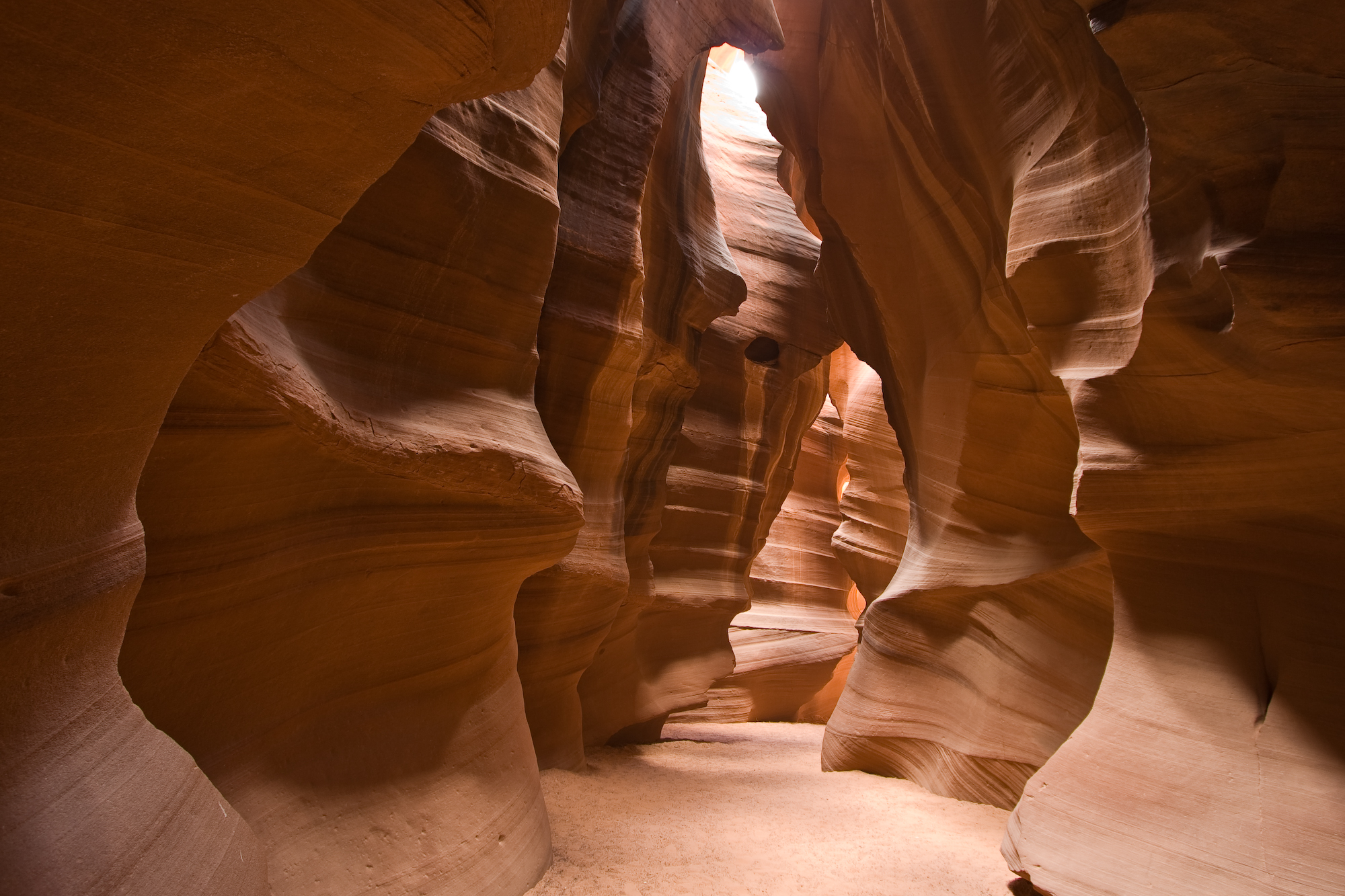
Antelope Canyon, Arizona, creusé par des crues puissantes en contexte désertique dans la formation de grès Navajo (Navajo Sandstone)

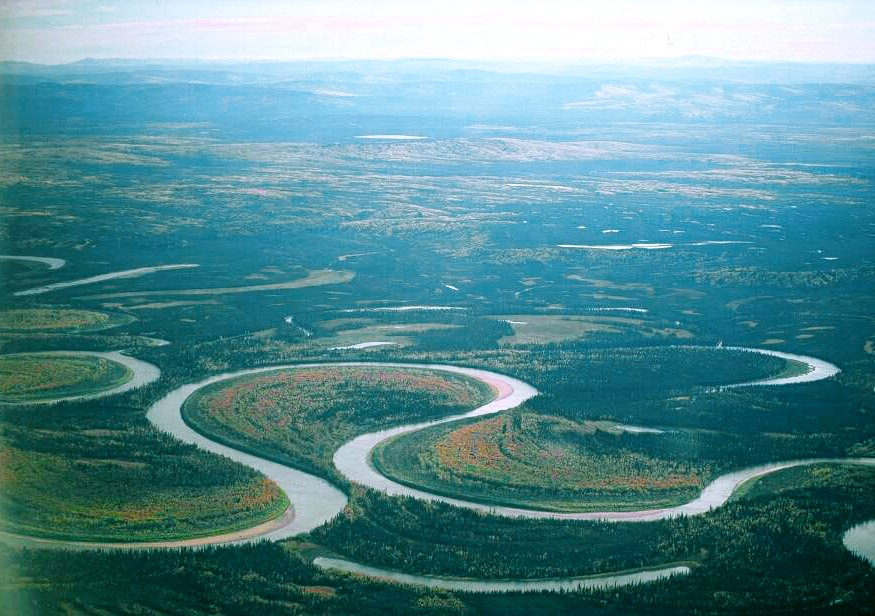
Méandres du Nowitna - affluent du Yukon (Alaska, États-Unis)

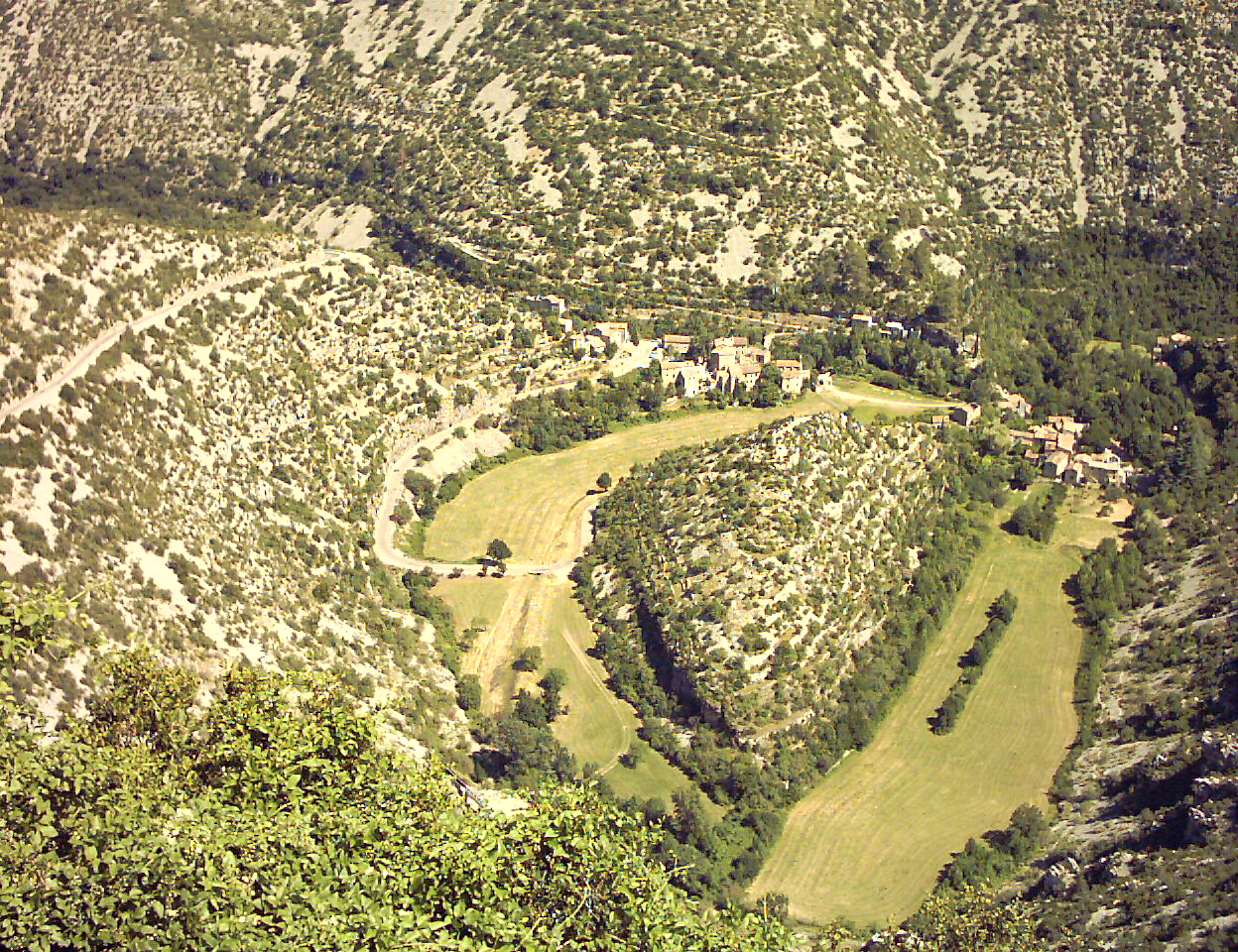
Le cirque de Navacelles (Grands Causses : paysage de plateau karstique et de méandre recoupé

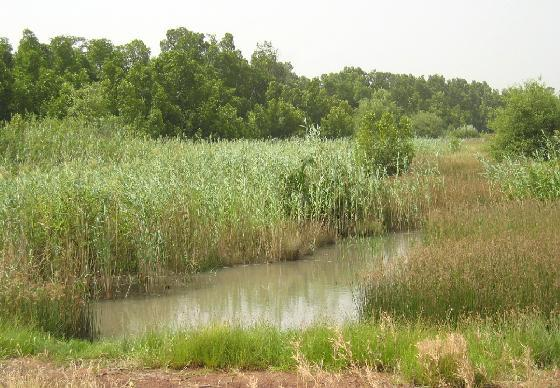
Ceintures végétales (Gambie) : Végétaux et animaux, plus ou moins contrôlés par l'homme dans les régions anthropisées, influent également conjointement sur la forme et l'évolution des paysages modelés par l'eau

L'eau façonne les reliefs. La circulation de l'eau, alimentée par les courants marins, le cycle des pluies et les fontes glaciaires est le moteur direct ou indirect d'une partie des processus qui façonnent le paysage des planètes telluriques. 

L'eau est (avec le vent) l'un des tout premiers facteurs d'érosion, d'accrétion et de transport des matériaux terrestres.
Les hydromorphologues analysent les liens entre l'eau et la forme des paysages, cherchent à en comprendre l'histoire et l’évolution et, à prévoir les changements futurs à travers une combinaison d'observations de terrain, d'expérimentations en laboratoire et de modélisation numérique. En particulier, ils s'intéressent au régime hydrologique (fluctuation de débits), à la continuité physique, physico-chimique et à la continuité écologique de la rivière, à ses relations avec la nappe (quand elles existent), et aux conditions morphologiques (profondeur, largeur, forme et nature des berges et îles, etc.).

Pour cela ils tiennent compte des principes physiques, mais aussi, outre des actions anthropiques, du vivant en général ; notamment via les interactions eau-biofilms, le rôle des systèmes racinaires et de la puissance d'évapotranspiration des ripisylves, ou encore les capacités des plantes rivulaires (ex :mangroves) à fixer les sédiments. 

Ils doivent aussi prendre en compte l'action d'espèces-ingénieur telles que le castor et bioconstructrices (ex : récifs coralliens).

## Définition
Ils le font en lien étroit avec les autres disciplines de la géographie physique et des sciences de la terre (géologie et biologie, car des plantes aux animaux aquatiques en passant par les biofilms microbiens, le vivant intervient aussi sur la manière dont l'eau modèle le paysage. 
Ce champ scientifique peut être divisé en :
- « hydromorphologie structurale », qui concerne l'influence des flux d'eau (sous forme de glace éventuellement) sur la structure (lithologie et tectonique, voir géodynamique) sur le relief à différentes échelles depuis le paysage jusqu'à la formation des mares et ruisseaux ou sédiments ;
- « hydromorphologie climatique » proche de la géomorphologie dynamique (anciennement géomorphologie zonale ou climatique) qui étudie analytiquement ldes processus externes de formation et d'évolution du relief sous l'effet de l’érosion, l’altération, l'ablation, le transport, le dépôt par l'eau, en lien avec la géologie, climatologie et biogéographie notamment.

Cette discipline peut aussi être mobilisée par la planétologie et plus particulièrement de l'exogéomorphologie (étude des reliefs et dynamiques morphologiques des corps planétaires extraterrestres dans le cas où l'eau est présente ou l'a été).

## Hydromorphologie et écologie du paysage
Le relief structure les paysages et parfois les fragmente (ex : chute, cascade ou « sauts » sur cours d'eau). À de multiples échelles le relief joue un rôle déterminant en matière de répartition de la flore, la faune et pour leurs fonctions au sein des écosystèmes, en particulier concernant les corridors biologiques (ex en certains points comme les îles, isthmes, lacs, fleuves, cols, détroits, creuses, etc.), qui contrôlent naturellement la circulation des flux de gènes, d'espèces et de populations, et donc la répartition générale des êtres vivants. Chaque cours d'eau de par sa morphologie, ses variations saisonnières et sa faune associée est un facteur important de distribution des plantes dans le paysage

Au sein de la géomorphologie, l'hydromorphologie est donc un domaine important de l'écologie du paysage.

## Les outils de l'hydromorphologie
Ce sont ceux des hydrogéologues et des hydrauliciens, qui s'appuient alors sur les données météorologiques et issues des stations de suivi de cours d'eau ou de l'érosion marine, en mobilisant toutes les méthodes géophysiques pouvant concerner l'eau, principalement sous ses formes liquides et glace.